# Núcleo de Acceso al Conocimiento

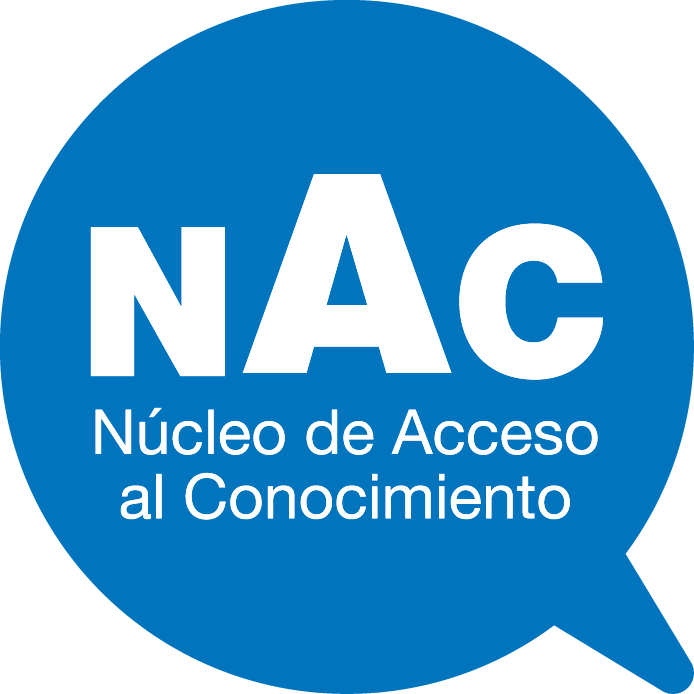
Logo de Núcleo de Acceso al Conocimiento (NAC).

El Núcleo de Acceso al Conocimiento (NAC) es un programa implementado como política pública del Estado Argentino, que consiste en instalar espacios de inclusión digital y acercamiento a las nuevas tecnologías en distintos puntos del país. Cada uno de los NAC constan de una sala de capacitación (equipada con entre 40 y 60 computadoras de última generación), un Microcine, una sala de Entretenimiento Digital (equipada con consolas de videojuegos) y un Punto de Acceso Digital (PAD), que permite conexión inalámbrica a Internet. Actualmente funcionan en el país 577 establecimientos de este tipo y hay al menos uno de ellos en cada provincia. El Programa es llevado a cabo por el Ministerio de Planificación Federal, Inversión Pública y Servicios de la Nación y la Autoridad Federal de Tecnologías de la Información y las Comunicaciones (AFTIC).
Los NAC constituyen una instancia de articulación entre el Gobierno nacional, provincial y municipal, el sector productivo, la sociedad civil y organizaciones comunitarias.
Los Núcleos de Acceso al Conocimiento suelen estar instalados en instituciones anfitrionas, que pueden ser entes municipales, nacionales, provinciales; organizaciones de la sociedad civil o espacios terapéuticos. También hay un NAC funcionando en el Hospital Garrahan, en el Hospital de Morón, el Hospital Sor María Ludovica, el Hospital de Clínicas, el Hospital El Cruce, el Hospital Argerich, el Hospital Durand, el Hospital Santojanni, el Hospital General de Niños Pedro de Elizalde, el Hospital General de Niños Ricardo Gutiérrez, el Hospital Infantojuvenil C. Tobar García y diecinueve funcionando en penales, siete en la provincia de Buenos Aires, tres en la provincia de Santa Fe, dos en la provincia de Córdoba, dos en la provincia de Entre Ríos, uno en la provincia de Jujuy, uno en la provincia de Tucumán y uno en un penal juvenil de la provincia de Salta.

## Espacios de los NAC

### Sala de capacitación
Es uno de los ejes del Programa NAC. Cada establecimiento cuenta con una Sala de Capacitación, equipada con entre 40 y 60 computadoras (dependiendo del tamaño del lugar), cinco televisores led y siete impresoras. Todos los NAC utilizan esta área para desarrollar múltiples capacitaciones y cursos. 
Dentro del rubro educativo, una de las aristas más importantes que se propone es el “Curso de Alfabetización Digital”, también llamado “Curso de Operador de PC básico”. En ese marco, los equipos de trabajo de los NAC utilizan el espacio de capacitación para enseñar conceptos básicos de la computación a los usuarios. Este tipo de cursos se brinda en todos los NAC. 
No obstante, en la Sala de Capacitación los NAC suelen organizar cursos de diverso índole. Desde aprendizajes básicos hasta especializaciones para profesionales. Incluso, en 2014 y 2015 el Programa NAC desarrolló a nivel nacional cursos de Oficios Digitales que fueron brindados en los distintos Núcleos de Acceso al Conocimiento del país.
También, esta área se suelen utilizar para que la gente se acerque libremente a navegar en Internet o realizar trabajos prácticos académicos, investigaciones o demás producciones que requieran el uso de una computadora.

### Microcine
Todos los Núcleos de Acceso al Conocimiento cuentan con un espacio para proyectar videos en pantalla gigante. En estos microcines, dependiendo del espacio del que dispone cada NAC, suele haber lugar para entre 70 y 150 personas.  
Los microcines de los NAC tienen múltiples utilizaciones. Por un lado se proyectan películas, lo cual es de vital importancia en muchísimos pueblos donde no hay salas cinematográficas. Pero también se realizan debates, proyecciones de videos educativos y capacitaciones de todo tipo. 

### Sala de Entretenimiento Digital
Los NAC cuentan con un espacio de entretenimiento que está equipado con dos consolas de videojuegos. Depende del NAC, el usuario puede encontrarse con PlayStation, Wii o XBOX. 
Si bien este espacio es utilizado fundamentalmente por niños, hay algunos NAC que organizan actividades para acercar a los adultos mayores a estas nuevas tecnologías. Incluso, en el caso de algunos NAC (como sucede en uno de los de Salta capital y en el de El Trébol, Santa Fe) se utilizan las consolas que implican movimientos físicos para que los más grandes pongan en práctica ejercicios de motricidad fina.

### Oficios Digitales
Cada equipo de trabajo local de los NAC desarrolla cursos y actividades para su comunidad. Pero, a su vez, el Programa NAC a nivel nacional, suele desarrollar capacitaciones que se envían a los distintos establecimientos que hay en el país.
En ese sentido, ha sido emblemática dentro del Programa NAC la creación de los cursos de Oficios y Artes Digitales que se diagraman en forma conjunta con la Universidad Nacional de La Matanza (UNLAM). Estos cursos cuentan con certificación universitaria y tienen cuatro meses de duración. 
Su objetivo es preparar a los participantes para obtener una rápida salida laboral en el universo de las tecnologías de la información y la comunicación (TICs). Pretenden, a la vez, achicar la brecha tecnológica en Argentina, ampliando la oferta educacional, con una metodología de cursada accesible e innovadora: los alumnos tienen alrededor de 6 clases presenciales y, durante el resto de la cursada, hay un seguimiento del tutor-docente a través de internet. 
Algunos de los Oficios y Artes Digitales que se han dictado en los NAC son: Animación 3D Inicial, Animación 3D Avanzado, Creación de Historietas, Desarrollo Web Inicial, Desarrollo Web Avanzado, Diseño y Entintado Digital, Efectos Visuales, Fotografía Digital, Periodismo Gráfico, Producción de Radio y Producción Musical.

### Edades
La mayoría de los NAC suelen realizar actividades para gente de todas las edades. De hecho, uno de los rasgos más destacables del Programa es que se ha logrado que muchos mayores adultos den sus primeros pasos en la informática e incluso hay algunos NAC que arman actividades para que gente de la tercera edad juegue con las consolas de videojuegos o videoconsolas.

### Criterio de distribución geográfica
Los Núcleos de Acceso al Conocimiento están distribuidos con un sentido federal e inclusivo. Hay NAC que se encuentran en grandes ciudades y también hay otros en pequeños poblados, donde el acceso a Internet y a las nuevas tecnologías es dificultoso para la población. El objetivo de esta política es, precisamente, acortar la brecha digital en el país y, por ello, del total de NAC inaugurados el 87 por ciento fueron construidos en departamentos donde más del 50 por ciento de los hogares no tienen una computadora. Además, el 61 por ciento de los NAC provee internet gratuito en zonas donde, por razones de factibilidad geográfica, acceder a Internet supera el precio promedio de contratación.

### Cifras del Programa NAC
- NAC instalados en todo el país: 577
- Personas que han utilizado las instalaciones de los distintos Núcleos de Acceso al Conocimiento: 5.960.125
- Personas que desarrollaron habilidades digitales: 2.701.188
- Personas que navegaron por primera vez en internet: 3.465.270
- Personas que vieron por primera vez una película en pantalla gigante en el Microcine de un NAC: 1.003.302
- Personas que crearon por primera vez una cuenta de correo-e en un NAC: 877.361
- Personas que jugaron por primera vez con consolas de videojuegos de última generación: 435.155
- Certificados entregados: 548.000

### Distribución de los NAC por provincia
| NAC activos por provincia       | Localidades |
| ------------------------------- | --- |
| Provincia de Buenos Aires       | Avellaneda, Azul, Almirante Brown, Arrecifes, Alberti, Ayacucho, Balcarce, Barrio Almafuerte (en La Matanza), Barrio El Martillo (en Mar del Plata), Barrio La Paz (en Quilmes), Bragado, Baradero, Benito Juárez, Berazategui, Brandsen, Bolívar, Berisso, Campana, Coronel Dorrego, Coronel Pringles, Cañuelas, Carmen de Patagones, Castelar, Campana, Cármen de Areco, Carlos Tejedor, Chacabuco, Chascomús, Colón, Chivilcoy, Capitán Sarmiento, Coronel Suárez (dos NAC), Dock Sud, Dolores, El Palomar, Esteban Echeverría, Exaltación de la Cruz, Ezeiza, Ensenada, Florentino Ameghino, Florencio Varela, General Lamadrid, General Las Heras, General Madariaga, General Alvear, General Arenales, General Las Heras, General Belgrano, General Guido, General La Paz, General Pinto, General Pueyrredón, General San Martín, General Viamonte, General Lavalle, General Rodríguez, González Catán, Guaminí, Junín, Lanús (dos NAC), Laprida, Lezama, Lincoln, Lobería, Lobos, Lomas de Zamora, La Plata (tres NAC), Las Flores, Laprida, Lima (dos NAC), Lobería, Lomas de Zamora, Luján (dos NAC), La Matanza (cuatro NAC), Mar del Plata (dos NAC), Marcos Paz (dos NAC), Miramar, Merlo (dos NAC), Magdalena, Maipú, Malvinas Argentinas, Marcos Paz, Morón, Moreno, Mar Chiquita, Monte Chingolo, Navarro, Necochea, Olavarría, Patagones, Pellegrini, Pilar, Presidente Perón, Puan, Pehuajó, Pigüé, Punta Indio, Pinamar, Pergamino, Quilmes, Remedios de Escalada (dos NAC), Roque Pérez, Ramallo, Rauch, Rivadavia, Rojas, Roque Pérez, San Andrés de Giles, San Antonio de Areco, Saavedra, Saladillo, Salliqueló, Salto, San Cayetano, San Nicolás, San Pedro, San Vicente, Suipacha, San Miguel, San Carlos de Bolívar, San Fernando, Tandil, Tornquist, Tapalqué, Tordillo, Tigre, Trenque Lauquen, Tres Arroyos, Tres de Febrero (dos NAC), Tres Lomas, Urdampilleta, Veinticinco de Mayo, Villa Albertina, Villa Centenario, Villa Gesell, Villarino, Zárate. |
| Ciudad Autónoma de Buenos Aires | Acción Católica, Barracas, Casa del Bicentenario, Calacita, Catedral de la Fe, Constitución, Caballito, Chacarita, ex ESMA, Barrio Fátima, Floresta, Flores (dos NAC), Hospital Garrahan, Fundación Jabad, Los Piletones, Monserrat, Retiro, Once (dos NAC), Villa Soldati, Villa Lugano, Villa Riachuelo, Villa 13 bis, Villa 15 (Ciudad Oculta), Villa 16, Villa 17, Villa 21, Villa 31, Villa 1-11-14. |
| Catamarca                       | Antofagasta de la Sierra, Capallán, Corral Quemado, Costa de Reyes Cotagua, Cueva Blanca, Chañaryaco, Chanero, Chaquiago, Chavarría Hualfín, Divisadero Dos Pocitos, El Pucará, El Pueblito, Esquiú, Establecimiento Minero Cerro B, Estación Pomán, Huillapima, Las Mojarras, Las Palmas, Icaño, Los Ángeles, San Fernando del Valle de Catamarca (dos NAC), Santa María, Tintigasta, Tiorco, Toro Muerto, Pomán y Tinogasta. |
| Chaco                           | Barranqueras, Colonia Elisa, Colonia Popular, Corzuela, El Espinillo, General San Martín, General Vedia, Juan José Castelli, Isla del Cerrito, Nueva Pompeya, Margarita Belén, Puerto Tirol, Resistencia (tres NAC), Sáenz Peña, Qutilipi, Villa Ángela, Villa Berthet. |
| Chubut                          | Comodoro Rivadavia (dos NAC), El Hoyo, Esquel, Gaiman, Gan Gan, Los Altares, Puerto Madryn, Rawson (dos NAC), Río Mayo, Trevelin. |
| Córdoba                         | Alejandro Roca, Alto Alegre, Ascasubi, Campo de la Ribera, Capilla de los Remedios, Calamuchita, Cavanagh, Córdoba Capital (tres NAC), Colonia Bismark, Idiazábal, La Perla, La Posta, Las Acequias, Las Peñas, Leones, Los Cisnes, Mar Chiquita, Monte Maíz, Morrison, Noetinger, Pampayasta Sud, Pilar, San Antonio de Arredondo, San Marcos Sierra, Villa del Totoral, Villa General Belgrano y Villa María. |
| Corrientes                      | Bella Vista, Corrientes (dos NAC), Colonia Pellegrini, Curuzú Cuatiá, Empedrado, Esquina, Goya, Monte Caseros, Paso de los Libres, Perugorria, Saladas, Santo Tomé. |
| Entre Ríos                      | Chajarí, Colón, Concepción del Uruguay, Diamante, El Pingo, Feliciano, Gualeguaychú, Gualeguay, La Paz, Paraná y Villaguay. |
| Formosa                         | Casa del Estudiante (Formosa Capital), Ciudad de Formosa, Clorinda, El Colorado, Herradura, Ingeniero Juárez, Laguna Blanca, Laishi, Palo Santo, Perín, Pirané, Riacho He Hé, Tres Lagunas. |
| Jujuy                           | Abra Pampa, Caimancito, Calilegua, El Carmen, Rodeito, Huacalera, Loma Blanca, Loma Blanca, Mina Pirquitas, Palpalá (tres NAC), Perico, San Salvador de Jujuy (tres NAC) y Yuto. |
| La Pampa                        | Ataliva Roca, Arata, Caleufú, Catriló, Conhello, Cuchillo Có, La Humada, General Pico, General Acha, Miguel Riglos, Rolon, Santa Rosa (tres NAC), Rancul, Telén, Toay, Uriburu Quemú Quemú, Winifreda. |
| La Rioja                        | Aminga, La Rioja (dos NAC), Olta, Tama, Ulapes y Vinchina. |
| Mendoza                         | Cañón de Atuel, Colonia Suiza, Las Heras, General Alvear, Guaymallen, Godoy Cruz, Maipú, Malargüe, Potrerillos, San Rafael, Santa Rosa, Uspallata, Vallecitos, Valle de Uco, Valle Grande, Villavicencio. |
| Misiones                        | 9 de Julio, Apóstoles, Azara, Bernardo de Irigoyen, Capioví, Colonia Delicia, Colonia Victoria, Eldorado, Montecarlo, Posadas, Puerto Piray, Puerto Rico, Posadas y San Vicente. |
| Neuquén                         | Chos Malal, Loncopué, Manzano Amargo, San Martín de los Andes, San Patricio del Chañar y Villa del Nahueve. |
| Río Negro                       | Allen, Bahía Creek, Campo Grande, Catriel, Cervantes, Chichinales, Cipoletti, Dos NAC en General Roca, Dina Huapi, El Bolsón, Río Colorado, San Carlos de Bariloche. |
| Salta                           | Barrio Constitución, Castañares, Ciudad de Salta (dos NAC), Pichanal, San Antonio de los Cobres y Santa Cecilia. |
| San Juan                        | 25 de Mayo, Chimbas, Rawson, Médano de Oro, San Martín y Villa Media Agua. |
| San Luis                        | Concaran, Trapiche, La Carolina, La Florida, Merlo, Nueva Galia, Papagallos, San Luis (dos NAC), Juana Koslay, Justo Daract, La Punta, Tilisarao, Quines, Villa Mercedes, Villa de Merlo,. |
| Santa Cruz                      | Caleta Olivia, Cañadón Seco, El Calafate, Gobernador Gregores, Las Heras, Pico Truncado, Piedra Buena, Puerto San Julián, Puerto Deseado, Río Gallegos (dos NAC) y Río Turbio. |
| Santa Fe                        | Barrio Los Hornos, Cañada de Gómez, Ceres, Comuna Emilia, El Trébol, Esperanza, Fighiera, Gálvez, Gobernador Gálvez, Granadero Baigorria (tres NAC), Las Parejas, Llambí Campbell, Malabrigo, Puerto General San Martín, Roldán, Rosario (Fundación Nazareth), Politécnico de Rosario, Universidad Nacional de Rosario (dos NAC), Universidad Tecnológica Nacional (sede Rosario), San Genaro, Santa Rosa de Calchines, Sauce Viejo, Tostado, Venado Tuerto e Ybarlucea. |
| Santiago del Estero             | Barrio Campo Contreras, Campo Gallo (dos NAC), Clodomira, Frías y Selva. |
| Tierra del Fuego                | Tolhuin, Ushuaia (dos NAC), Río Grande (dos NAC), San Sebastián. |
| Tucumán                         | Comunidad de Quilmes, Famaillá, La Cocha, Las Talitas, Monteros (dos NAC), San Miguel de Tucumán (cuatro NAC), Tafí Viejo y Villa Padre Monti. |